# Capacho Nuevo
Capacho Nuevo est une ville de l'État de Táchira au Venezuela, capitale de la paroisse civile d'Independencia et chef-lieu de la municipalité d'Independencia.